# Staff de noticias
Staff de Noticias (más conocido como Staff y anteriormente conocido como Diario de medianoche) es un noticiero argentino que se emite de martes a sábados a la medianoche desde el 1 de abril de 2003,  por Telefe. Desde sus principios se emitía como Diario de Guerra, en 2004 se empezó a denominar Diario de Medianoche, y desde el 5 de septiembre de 2017 pasó a llamarse Staff de Noticias debido a la renovación de los estudios de Telefe Noticias. Es la última edición del noticiero de Telefe.

## Historia

### Telefe Noticias Extra
Entre enero y febrero de 1991 se emitió a la trasnoche por la cobertura especial en la Guerra del Golfo, conducido por Juan Carlos Pérez Loizeau.

### Diario de Medianoche
En tiempos de la invasión a Irak de 2003, Telefe decidió emitir un compacto de 15 minutos, Diario de guerra, con Rodolfo Barili y Cristina Pérez. El título cambió pero la dupla siguió en horas de las elecciones presidenciales 2003. Luego, Rodolfo Barili fue reemplazado por Germán Paoloski, y se cambió el nombre a Diario de medianoche. Era el programa que cerraba la programación de Telefe.
En abril de 2011, Érica Fontana se retira del noticiero para conducir el nuevo noticiero matutino de Telefe, Baires Directo.
En 2014, Germán Paoloski abandona el programa y comienza Martina Soto Pose como la conductora del noticiero, junto a Miguel Bossio como columnista deportivo.
En 2017, Martina Soto Pose pasa a conducir el nuevo noticiero matutino del canal, Buen Telefe, de 07:00 a 09:00.
El 1 de septiembre, dejó de emitirse Diario de medianoche, debido al cambio de las ediciones de Telefe noticias.

### Staff de noticias
El 4 de septiembre de 2017 comienza a emitirse Staff de noticias, que reemplaza a Diario de Medianoche como noticiero de cierre. Cuenta con la conducción de Gisela Busaniche, Nacho Girón, Federico Ini y Jowi Campobassi, Hace un resumen del día de un modo más descentralizado, divertido, con noticias pero también música (con Mikki Lusardi) y humor, a cargo de David Rotemberg.
Entre el 2018, el noticiero estuvo bajo la conducción de Gisela Busaniche, Nacho Girón y Federico Ini, y desde mediados de año, el noticiero fue conducido por Gisela Busaniche y Nacho Girón, quien desde 2020 condujo el noticiero junto a Miguel Bossio hasta 2022, cuando quedó este último a cargo de la conducción. 

## Equipo periodístico
- Conductores: Miguel Bossio, Mariano García y Florencia Scarpatti

## Lista de conductores
- 2003-2008: Rodolfo Barili y Cristina Pérez
- 2008: Rodolfo Barili, Omar Fajardo y Érica Fontana
- 2009-2011: Germán Paoloski y Érica Fontana
- 2011-2014: Germán Paoloski
- 2014-2017: Martina Soto Pose
- 2017-2018: Gisela Busaniche, Nacho Girón, Federico Ini y Jowi Campobassi
- 2018: Gisela Busaniche, Nacho Girón y Federico Ini
- 2018-2020: Gisela Busaniche y Nacho Girón
- 2020-2022: Nacho Girón y Miguel Bossio
- 2022-presente: Miguel Bossio, Mariano García y Florencia Scarpatti

## Premios y nominaciones
| Premio             | Categoría                                     | Ganadores y nominados | Resultado |
| ------------------ | --------------------------------------------- | --------------------- | --------- |
| Martín Fierro 2010 | Mejor labor/conducción periodística masculina | Germán Paoloski       | Nominado  |
| Premios Tato 2011  | Mejor labor/conducción periodística masculina | Germán Paoloski       | Ganador   |
| Premios Tato 2011  | Mejor noticiero                               | Diario de Medianoche  | Ganador   |
| Martín Fierro 2011 | Mejor labor/conducción periodística masculina | Germán Paoloski       | Ganador   |
| Martín Fierro 2011 | Mejor noticiero                               | Diario de Medianoche  | Nominado  |
| Premios Tato 2012  | Mejor noticiero                               | Diario de Medianoche  | Ganador   |